# Salvador Paskowitz
Salvador Paskowitz est un scénariste et producteur américain, fils du surfer Dorian Paskowitz.

## Biographie
Il a été scénariste des films Adaline en collaboration avec J. Mills Goodloe. Producteur exécutif de St. Lucy's Home for Girl's Raised by Wolves pour ABC. Il a également été filmé dans Surfwise, un documentaire réalisé sur sa famille. 
Septième fils d'une fratrie de huit frères et d'une sœur d'une famille de surfeurs. Il est issu d'une communauté pratiquant les sports d'action, vivant dans le comté d'Orange, en Californie. Il a également suivi des cours à l'Art Student's League à New York, une formation de peintre classique à l'huile sur toile. Plus tard, il a possédé une entreprise de conception graphique dont les clients comprenaient Billabong et Hurley Sportswear. Il a également publié en tant qu'adolescent des bandes dessinées Surf Crazed et Wave Warrior  qui ont été présentées dans Surfing Magazine (en). Lecteur avide depuis son enfance remplie de voyage et de surf[réf. nécessaire], il s'est tourné vers le scénario à temps plein en 2007. 
Il est marié à Kristin Paskowitz et ils ont deux enfants. Ils vivent dans la région de Los Angeles,,,,,,,,.